# Благородна Бояджиева
Благородна Бояджиева (на македонска литературна норма: Благородна Бојаџиева) е лекарка, оториноларинголожка и политик от Северна Македония.

## Биография
Родена е на 29 август 1959 година в град Неготино, тогава във Федеративна народна република Югославия. Завършва медицина и специализира оториноларингология.
На 30 юни 2014 година замества станалия министър на финансите Зоран Ставрески като депутат от ВМРО – Демократическа партия за македонско национално единство в Събранието на Република Македония.